# Dinastía de los Comnenos
Comneno (en griego, Κομνηνός; en Latín, Comnenus) es el nombre de una familia y dinastía imperial bizantina que gobernó el Imperio bizantino de 1081 a 1185  y fundó el Imperio de Trebisonda —adoptando el nombre de Gran comneno (en griego, Μεγαλοκομνηνοί)— en el año 1204. A través de matrimonios con otros clanes nobles, como los Ducas, los Angelos o los Paleólogos, sus descendientes gobernaron el Imperio hasta su caída.
Isaac I Comneno, un stratopedarch (o estratopedarca) en Oriente bajo Miguel VI, fue el fundador de la dinastía Comneno de emperadores bizantinos. En 1057 Isaac dio un golpe de Estado contra Miguel y se proclamó emperador. Sin embargo, la dinastía no llegó al poder absoluto hasta el reinado de Alejo I Comneno, el sobrino de Isaac, en 1081. En esta época, parece que ya no quedaban descendientes de ninguna de las anteriores dinastías bizantinas, como las familias Esclero u Argyros. Los descendientes de aquellos emperadores vivían en el extranjero, pues se habían casado con las familias reales de Rusia, Francia, el Sacro Imperio, Polonia y Hungría; de modo que a los Comneno les resultó más fácil ascender al trono imperial.
Los Comneno estaban relacionados con la familia Ducas, de forma que a menudo se hace referencia a la dinastía como los "Comnenoducai" (o "Komnenodukai"), ya que incluso algunos personajes usaron unidos ambos nombres. Alejo I se casó con Irene Ducaina, bisnieta de Constantino X Ducas, un general que sucedió a Isaac I en 1059. Varias familias son, a su vez, descendientes de los Comnenoducai: los Paleólogo, los Dinastía Ángelo, los Vatatzés (o Batatzes) y los Láscaris. La hija menor de Alejo e Irene, Teodora, facilitó el posterior éxito de la familia Ángelo al casarse con un miembro de la misma: dos nietos de Teodora serían emperadores: Isaac II Ángelo y Alejo III Ángelo.
Bajo el poder de Alejo I y sus sucesores el Imperio vivió una época de relativa prosperidad y estabilidad. Alejo trasladó el palacio imperial a la zona de Blanquerna en Constantinopla. Se reconquistó a los turcos selyúcidas una parte importante de Anatolia, que se habían hecho con ella justo antes del reinado de Alejo. Este también presenció el paso de la Primera Cruzada por territorio bizantino, que culminaría con el establecimiento de los Estados cruzados en Oriente. La dinastía Comneno estuvo muy relacionada con los asuntos cruzados, y de este modo se produjeron matrimonios con las familias reinantes del Principado de Antioquía y del Reino de Jerusalén: Teodora Comnena, sobrina de Manuel I Comneno, se casó con Balduino III de Jerusalén, y María Comnena, sobrina-nieta de Manuel, con Amalarico I de Jerusalén.
A pesar de la tendencia general en la historia bizantina a destronar emperadores tras pocos años de reinado, sorprendentemente, Alejo reinó durante 37 años, y su hijo Juan II, durante otros 25, no sin tener que deshacerse de una conspiración en su contra organizada por su hermana, la cronista Ana Comnena y el marido de esta, Nicéforo Brienio. El hijo de Juan, Manuel I, reinó también durante otros 37 años.
La dinastía Comneno contó con numerosas ramas. Como la sucesión imperial no seguía un orden determinado, sino que dependía del poder personal y de los deseos del predecesor, en pocas generaciones distintos familiares podían presentarse como candidatos al trono. Tras el reinado de Manuel I, la dinastía Comneno entró en una fase de conspiraciones y complots como muchas de las precedentes. Alejo II, el primero de la familia en llegar al trono siendo menor de edad, reinó solo tres años, y su sucesor Andrónico I durante dos, destronado por la familia Ángelo con Isaac II, que a su vez sería destronado y cegado por su propio hermano Alejo III. Posteriormente, los Ángelo resultaron destronados durante la Cuarta Cruzada en 1204, por un miembro de la familia Ducas.
Tras el hundimiento del Imperio en 1204, una rama de los Comneno retornó a su patria de origen en Paflagonia y creó allí el Imperio de Trebisonda en las costas del mar Negro. El primer emperador, también llamado Alejo I era nieto de Andrónico I. Estos emperadores, conocidos como los "Grandes Comneno" ("Megas Komnenos"), reinaron en Trebisonda durante más de 250 años, hasta que David de Trebisonda fue derrotado y ejecutado por el sultán otomano Mahomet II.
Un príncipe de la familia Comneno, tataranieto de Alejo I, Miguel Ángelo Comneno Ducas (Miguel I Ducas) fundó en 1204 el Despotado de Epiro, tras la disolución del Imperio bizantino por efecto de la Cuarta Cruzada.
Un miembro renegado de la familia, también llamado Isaac, estableció un "imperio" separado en Chipre en el siglo XII. La isla le sería arrebatada por Ricardo Corazón de León durante la Tercera cruzada.
El Imperio bizantino fue restaurado en 1261 en Constantinopla por la dinastía Paleólogo, una familia que descendía de los Comneno, y lo gobernó hasta la caída de Constantinopla en 1453.

## Orígenes
El historiador del siglo XI Miguel Pselo informa que los Comnenos son originarios de la villa de Komne em Tracia usualmente identificada como "Campos of Komnene" (Κομνηνῆς λειμῶνας) mencionado en el siglo XIV por Juan Cantacuceno. Una visión muy aceptada por los estudiosos. El primer miembro conocido de la familia, Manuel Erótico Comneno, adquirió grandes terrenos en Kastamon en Paflagonia, los cuales se convirtieron en el bastión de la familia en el siglo XI. De este modo, la familia rápidamente se relacionó con la poderosa y prestigiosa aristocracia militar (dynatoy) de Asia Menor, de modo que a pesar de proceder de Tracia llegó a ser considerada "oriental". Además de derivar su legitimidad como gobernantes de vínculos familiares con los prominentes Ducas (emperadores Constantino X y Miguel VII en particular), también tenían una  tradición que los vincula con Claudio II el Gótico, el supuesto abuelo de Constantino I.  Muchos monumentos clásicos dedicados a Claudio se encontraban en las cercanías de Kastra Komnenon (Kastamonu), lo que según el historiador Maximilian C. G. Lau puede haber aumentado su atractivo a los ojos de los Comneno. 
El erudito francés del siglo XVII Du Cange sugirió que la familia descendía de una familia noble romana que siguió a Constantino el Grande hasta Constantinopla, de cuyo primo, aunque tales genealogías míticas eran comunes y están atestiguadas durante la época, está estrechamente relacionado con el clan Ducas; la ausencia total de tal afirmación en las fuentes bizantinas va en contra de la opinión de Du Cange.
El historiador rumano George Murnu sugirió en 1924 que los Comneno eran de ascendencia arrumana, pero esta opinión también se rechaza ahora.  Los eruditos modernos consideran  la familia habría sido enteramente de origen griegos bizantinos. 
Manuel Erótico Comneno fue el padre de Isaac I Comneno (1057-1059), y abuelo, a través del hermano menor de Isaac Juan Comneno, de  Alejo I Comneno (1081-1118).

## Árbol Genealógico
|                                    |                                    |                                    |                                    |                                    |                                    |              |              |                                |                                |                                |                                |                                |                                |                     |                     |                        |                        |                        |                        |                        |                        |                  |                  |                     |                     |                     |                     |                     |                     |               |               |                       |                       |                       |                       |                           |                           |                           |                           |                           |                           |                    |                    |                         |                         |                         |                         |                         |                         |                      |                      |                               |                               |                               |                               |                               |                               |                   |                   |                       |                       |                       |                       |                       |                       |                      |                      |                                |                                |                                |                                |                                |                                |                               |                               |                                 |                                 |                                 |                                 |                                 |                                 |                            |                            |                            |                            |               |               |                       |                       |                       |                       |                       |                       |                       |                       |                                    |                                    |                                    |                                    |                                    |                                    |                |                |                 |                 |                 |                 |                        |                        |                        |                        |                        |                        |                       |                       |                       |                       |                    |                    |                    |                    |  |  |  |  |  |  |
|                                    |                                    |                                    |                                    |                                    |                                    |              |              |                                |                                |                                |                                |                                |                                |                     |                     |                        |                        |                        |                        |                        |                        |                  |                  |                     |                     |                     |                     |                     |                     |               |               |                       |                       |                       |                       |                           |                           |                           |                           |                           |                           |                    |                    |                         |                         |                         |                         |                         |                         |                      |                      |                               |                               |                               |                               |                               |                               |                   |                   |                       |                       |                       |                       |                       |                       |                      |                      |                                |                                |                                |                                |                                |                                |                               |                               |                                 |                                 |                                 |                                 |                                 |                                 |                            |                            |                            |                            |               |               |                       |                       |                       |                       |                       |                       |                       |                       |                                    |                                    |                                    |                                    |                                    |                                    |                |                |                 |                 |                 |                 |                        |                        |                        |                        |                        |                        |                       |                       |                       |                       |                    |                    |                    |                    |  |  |  |  |  |  |
| Constantino X Ducas (r. 1059-1067) | Constantino X Ducas (r. 1059-1067) | Constantino X Ducas (r. 1059-1067) | Constantino X Ducas (r. 1059-1067) | Constantino X Ducas (r. 1059-1067) | Constantino X Ducas (r. 1059-1067) |              |              | Sofía Ducas                    | Sofía Ducas                    | Sofía Ducas                    | Sofía Ducas                    | Sofía Ducas                    | Sofía Ducas                    |                     |                     | Manuel Erótico Comneno | Manuel Erótico Comneno | Manuel Erótico Comneno | Manuel Erótico Comneno | Manuel Erótico Comneno | Manuel Erótico Comneno |                  |                  |                     |                     |                     |                     |                     |                     |               |               |                       |                       |                       |                       |                           |                           |                           |                           |                           |                           |                    |                    |                         |                         |                         |                         |                         |                         |                      |                      |                               |                               |                               |                               |                               |                               |                   |                   |                       |                       |                       |                       |                       |                       |                      |                      |                                |                                |                                |                                |                                |                                |                               |                               |                                 |                                 |                                 |                                 |                                 |                                 |                            |                            |                            |                            |               |               |                       |                       |                       |                       |                       |                       |                       |                       |                                    |                                    |                                    |                                    |                                    |                                    |                |                |                 |                 |                 |                 |                        |                        |                        |                        |                        |                        |                       |                       |                       |                       |                    |                    |                    |                    |  |  |  |  |  |  |
| Constantino X Ducas (r. 1059-1067) | Constantino X Ducas (r. 1059-1067) | Constantino X Ducas (r. 1059-1067) | Constantino X Ducas (r. 1059-1067) | Constantino X Ducas (r. 1059-1067) | Constantino X Ducas (r. 1059-1067) |              |              | Sofía Ducas                    | Sofía Ducas                    | Sofía Ducas                    | Sofía Ducas                    | Sofía Ducas                    | Sofía Ducas                    |                     |                     | Manuel Erótico Comneno | Manuel Erótico Comneno | Manuel Erótico Comneno | Manuel Erótico Comneno | Manuel Erótico Comneno | Manuel Erótico Comneno |                  |                  |                     |                     |                     |                     |                     |                     |               |               |                       |                       |                       |                       |                           |                           |                           |                           |                           |                           |                    |                    |                         |                         |                         |                         |                         |                         |                      |                      |                               |                               |                               |                               |                               |                               |                   |                   |                       |                       |                       |                       |                       |                       |                      |                      |                                |                                |                                |                                |                                |                                |                               |                               |                                 |                                 |                                 |                                 |                                 |                                 |                            |                            |                            |                            |               |               |                       |                       |                       |                       |                       |                       |                       |                       |                                    |                                    |                                    |                                    |                                    |                                    |                |                |                 |                 |                 |                 |                        |                        |                        |                        |                        |                        |                       |                       |                       |                       |                    |                    |                    |                    |  |  |  |  |  |  |
|                                    |                                    |                                    |                                    |                                    |                                    |              |              |                                |                                |                                |                                |                                |                                |                     |                     |                        |                        |                        |                        |                        |                        |                  |                  |                     |                     |                     |                     |                     |                     |               |               |                       |                       |                       |                       |                           |                           |                           |                           |                           |                           |                    |                    |                         |                         |                         |                         |                         |                         |                      |                      |                               |                               |                               |                               |                               |                               |                   |                   |                       |                       |                       |                       |                       |                       |                      |                      |                                |                                |                                |                                |                                |                                |                               |                               |                                 |                                 |                                 |                                 |                                 |                                 |                            |                            |                            |                            |               |               |                       |                       |                       |                       |                       |                       |                       |                       |                                    |                                    |                                    |                                    |                                    |                                    |                |                |                 |                 |                 |                 |                        |                        |                        |                        |                        |                        |                       |                       |                       |                       |                    |                    |                    |                    |  |  |  |  |  |  |
|                                    |                                    |                                    |                                    |                                    |                                    |              |              |                                |                                |                                |                                |                                |                                |                     |                     |                        |                        |                        |                        |                        |                        |                  |                  |                     |                     |                     |                     |                     |                     |               |               |                       |                       |                       |                       |                           |                           |                           |                           |                           |                           |                    |                    |                         |                         |                         |                         |                         |                         |                      |                      |                               |                               |                               |                               |                               |                               |                   |                   |                       |                       |                       |                       |                       |                       |                      |                      |                                |                                |                                |                                |                                |                                |                               |                               |                                 |                                 |                                 |                                 |                                 |                                 |                            |                            |                            |                            |               |               |                       |                       |                       |                       |                       |                       |                       |                       |                                    |                                    |                                    |                                    |                                    |                                    |                |                |                 |                 |                 |                 |                        |                        |                        |                        |                        |                        |                       |                       |                       |                       |                    |                    |                    |                    |  |  |  |  |  |  |
| Catalina de Bulgaria               | Catalina de Bulgaria               | Catalina de Bulgaria               | Catalina de Bulgaria               | Catalina de Bulgaria               | Catalina de Bulgaria               |              |              | Isaac I Comneno (r. 1057-1059) | Isaac I Comneno (r. 1057-1059) | Isaac I Comneno (r. 1057-1059) | Isaac I Comneno (r. 1057-1059) | Isaac I Comneno (r. 1057-1059) | Isaac I Comneno (r. 1057-1059) |                     |                     | Juan Comneno           | Juan Comneno           | Juan Comneno           | Juan Comneno           | Juan Comneno           | Juan Comneno           |                  |                  | Ana Dalaseno        | Ana Dalaseno        | Ana Dalaseno        | Ana Dalaseno        | Ana Dalaseno        | Ana Dalaseno        |               |               |                       |                       |                       |                       |                           |                           |                           |                           |                           |                           |                    |                    |                         |                         |                         |                         |                         |                         |                      |                      |                               |                               |                               |                               |                               |                               |                   |                   |                       |                       |                       |                       |                       |                       |                      |                      |                                |                                |                                |                                |                                |                                |                               |                               |                                 |                                 |                                 |                                 |                                 |                                 |                            |                            |                            |                            |               |               |                       |                       |                       |                       |                       |                       |                       |                       |                                    |                                    |                                    |                                    |                                    |                                    |                |                |                 |                 |                 |                 |                        |                        |                        |                        |                        |                        |                       |                       |                       |                       |                    |                    |                    |                    |  |  |  |  |  |  |
| Catalina de Bulgaria               | Catalina de Bulgaria               | Catalina de Bulgaria               | Catalina de Bulgaria               | Catalina de Bulgaria               | Catalina de Bulgaria               |              |              | Isaac I Comneno (r. 1057-1059) | Isaac I Comneno (r. 1057-1059) | Isaac I Comneno (r. 1057-1059) | Isaac I Comneno (r. 1057-1059) | Isaac I Comneno (r. 1057-1059) | Isaac I Comneno (r. 1057-1059) |                     |                     | Juan Comneno           | Juan Comneno           | Juan Comneno           | Juan Comneno           | Juan Comneno           | Juan Comneno           |                  |                  | Ana Dalaseno        | Ana Dalaseno        | Ana Dalaseno        | Ana Dalaseno        | Ana Dalaseno        | Ana Dalaseno        |               |               |                       |                       |                       |                       |                           |                           |                           |                           |                           |                           |                    |                    |                         |                         |                         |                         |                         |                         |                      |                      |                               |                               |                               |                               |                               |                               |                   |                   |                       |                       |                       |                       |                       |                       |                      |                      |                                |                                |                                |                                |                                |                                |                               |                               |                                 |                                 |                                 |                                 |                                 |                                 |                            |                            |                            |                            |               |               |                       |                       |                       |                       |                       |                       |                       |                       |                                    |                                    |                                    |                                    |                                    |                                    |                |                |                 |                 |                 |                 |                        |                        |                        |                        |                        |                        |                       |                       |                       |                       |                    |                    |                    |                    |  |  |  |  |  |  |
|                                    |                                    |                                    |                                    |                                    |                                    |              |              |                                |                                |                                |                                |                                |                                |                     |                     |                        |                        |                        |                        |                        |                        |                  |                  |                     |                     |                     |                     |                     |                     |               |               |                       |                       |                       |                       |                           |                           |                           |                           |                           |                           |                    |                    |                         |                         |                         |                         |                         |                         |                      |                      |                               |                               |                               |                               |                               |                               |                   |                   |                       |                       |                       |                       |                       |                       |                      |                      |                                |                                |                                |                                |                                |                                |                               |                               |                                 |                                 |                                 |                                 |                                 |                                 |                            |                            |                            |                            |               |               |                       |                       |                       |                       |                       |                       |                       |                       |                                    |                                    |                                    |                                    |                                    |                                    |                |                |                 |                 |                 |                 |                        |                        |                        |                        |                        |                        |                       |                       |                       |                       |                    |                    |                    |                    |  |  |  |  |  |  |
|                                    |                                    |                                    |                                    |                                    |                                    |              |              |                                |                                |                                |                                |                                |                                |                     |                     |                        |                        |                        |                        |                        |                        |                  |                  |                     |                     |                     |                     |                     |                     |               |               |                       |                       |                       |                       |                           |                           |                           |                           |                           |                           |                    |                    |                         |                         |                         |                         |                         |                         |                      |                      |                               |                               |                               |                               |                               |                               |                   |                   |                       |                       |                       |                       |                       |                       |                      |                      |                                |                                |                                |                                |                                |                                |                               |                               |                                 |                                 |                                 |                                 |                                 |                                 |                            |                            |                            |                            |               |               |                       |                       |                       |                       |                       |                       |                       |                       |                                    |                                    |                                    |                                    |                                    |                                    |                |                |                 |                 |                 |                 |                        |                        |                        |                        |                        |                        |                       |                       |                       |                       |                    |                    |                    |                    |  |  |  |  |  |  |
| Isaac Comneno                      | Isaac Comneno                      | Isaac Comneno                      | Isaac Comneno                      | Isaac Comneno                      | Isaac Comneno                      |              |              | María de Alania                | María de Alania                | María de Alania                | María de Alania                | María de Alania                | María de Alania                |                     |                     | Maria Comneno          | Maria Comneno          | Maria Comneno          | Maria Comneno          | Maria Comneno          | Maria Comneno          |                  |                  | Miguel Taronites    | Miguel Taronites    | Miguel Taronites    | Miguel Taronites    | Miguel Taronites    | Miguel Taronites    |               |               | Manuel Comneno        | Manuel Comneno        | Manuel Comneno        | Manuel Comneno        | Manuel Comneno            | Manuel Comneno            |                           |                           | Eudoxia Comneno           | Eudoxia Comneno           | Eudoxia Comneno    | Eudoxia Comneno    | Eudoxia Comneno         | Eudoxia Comneno         |                         |                         | Nicéforo Meliseno       | Nicéforo Meliseno       | Nicéforo Meliseno    | Nicéforo Meliseno    | Nicéforo Meliseno             | Nicéforo Meliseno             |                               |                               | Teodora Comneno               | Teodora Comneno               | Teodora Comneno   | Teodora Comneno   | Teodora Comneno       | Teodora Comneno       |                       |                       | Constantino Diógenes  | Constantino Diógenes  | Constantino Diógenes | Constantino Diógenes | Constantino Diógenes           | Constantino Diógenes           |                                |                                | Nicéforo Comneno               | Nicéforo Comneno               | Nicéforo Comneno              | Nicéforo Comneno              | Nicéforo Comneno                | Nicéforo Comneno                |                                 |                                 | Adriano Comneno                 | Adriano Comneno                 | Adriano Comneno            | Adriano Comneno            | Adriano Comneno            | Adriano Comneno            |               |               | Zoe Ducas             | Zoe Ducas             | Zoe Ducas             | Zoe Ducas             | Zoe Ducas             | Zoe Ducas             |                       |                       | Alejo I Comneno (r. 1081-1118)     | Alejo I Comneno (r. 1081-1118)     | Alejo I Comneno (r. 1081-1118)     | Alejo I Comneno (r. 1081-1118)     | Alejo I Comneno (r. 1081-1118)     | Alejo I Comneno (r. 1081-1118)     |                |                | Irene Ducas     | Irene Ducas     | Irene Ducas     | Irene Ducas     | Irene Ducas            | Irene Ducas            |                        |                        |                        |                        |                       |                       |                       |                       |                    |                    |                    |                    |  |  |  |  |  |  |
| Isaac Comneno                      | Isaac Comneno                      | Isaac Comneno                      | Isaac Comneno                      | Isaac Comneno                      | Isaac Comneno                      |              |              | María de Alania                | María de Alania                | María de Alania                | María de Alania                | María de Alania                | María de Alania                |                     |                     | Maria Comneno          | Maria Comneno          | Maria Comneno          | Maria Comneno          | Maria Comneno          | Maria Comneno          |                  |                  | Miguel Taronites    | Miguel Taronites    | Miguel Taronites    | Miguel Taronites    | Miguel Taronites    | Miguel Taronites    |               |               | Manuel Comneno        | Manuel Comneno        | Manuel Comneno        | Manuel Comneno        | Manuel Comneno            | Manuel Comneno            |                           |                           | Eudoxia Comneno           | Eudoxia Comneno           | Eudoxia Comneno    | Eudoxia Comneno    | Eudoxia Comneno         | Eudoxia Comneno         |                         |                         | Nicéforo Meliseno       | Nicéforo Meliseno       | Nicéforo Meliseno    | Nicéforo Meliseno    | Nicéforo Meliseno             | Nicéforo Meliseno             |                               |                               | Teodora Comneno               | Teodora Comneno               | Teodora Comneno   | Teodora Comneno   | Teodora Comneno       | Teodora Comneno       |                       |                       | Constantino Diógenes  | Constantino Diógenes  | Constantino Diógenes | Constantino Diógenes | Constantino Diógenes           | Constantino Diógenes           |                                |                                | Nicéforo Comneno               | Nicéforo Comneno               | Nicéforo Comneno              | Nicéforo Comneno              | Nicéforo Comneno                | Nicéforo Comneno                |                                 |                                 | Adriano Comneno                 | Adriano Comneno                 | Adriano Comneno            | Adriano Comneno            | Adriano Comneno            | Adriano Comneno            |               |               | Zoe Ducas             | Zoe Ducas             | Zoe Ducas             | Zoe Ducas             | Zoe Ducas             | Zoe Ducas             |                       |                       | Alejo I Comneno (r. 1081-1118)     | Alejo I Comneno (r. 1081-1118)     | Alejo I Comneno (r. 1081-1118)     | Alejo I Comneno (r. 1081-1118)     | Alejo I Comneno (r. 1081-1118)     | Alejo I Comneno (r. 1081-1118)     |                |                | Irene Ducas     | Irene Ducas     | Irene Ducas     | Irene Ducas     | Irene Ducas            | Irene Ducas            |                        |                        |                        |                        |                       |                       |                       |                       |                    |                    |                    |                    |  |  |  |  |  |  |
|                                    |                                    |                                    |                                    |                                    |                                    |              |              |                                |                                |                                |                                |                                |                                |                     |                     |                        |                        |                        |                        |                        |                        |                  |                  |                     |                     |                     |                     |                     |                     |               |               |                       |                       |                       |                       |                           |                           |                           |                           |                           |                           |                    |                    |                         |                         |                         |                         |                         |                         |                      |                      |                               |                               |                               |                               |                               |                               |                   |                   |                       |                       |                       |                       |                       |                       |                      |                      |                                |                                |                                |                                |                                |                                |                               |                               |                                 |                                 |                                 |                                 |                                 |                                 |                            |                            |                            |                            |               |               |                       |                       |                       |                       |                       |                       |                       |                       |                                    |                                    |                                    |                                    |                                    |                                    |                |                |                 |                 |                 |                 |                        |                        |                        |                        |                        |                        |                       |                       |                       |                       |                    |                    |                    |                    |  |  |  |  |  |  |
|                                    |                                    |                                    |                                    |                                    |                                    |              |              |                                |                                |                                |                                |                                |                                |                     |                     |                        |                        |                        |                        |                        |                        |                  |                  |                     |                     |                     |                     |                     |                     |               |               |                       |                       |                       |                       |                           |                           |                           |                           |                           |                           |                    |                    |                         |                         |                         |                         |                         |                         |                      |                      |                               |                               |                               |                               |                               |                               |                   |                   |                       |                       |                       |                       |                       |                       |                      |                      |                                |                                |                                |                                |                                |                                |                               |                               |                                 |                                 |                                 |                                 |                                 |                                 |                            |                            |                            |                            |               |               |                       |                       |                       |                       |                       |                       |                       |                       |                                    |                                    |                                    |                                    |                                    |                                    |                |                |                 |                 |                 |                 |                        |                        |                        |                        |                        |                        |                       |                       |                       |                       |                    |                    |                    |                    |  |  |  |  |  |  |
|                                    |                                    |                                    |                                    | Juan Comneno                       | Juan Comneno                       | Juan Comneno | Juan Comneno | Juan Comneno                   | Juan Comneno                   |                                |                                | Ana Comneno                    | Ana Comneno                    | Ana Comneno         | Ana Comneno         | Ana Comneno            | Ana Comneno            |                        |                        | Nicéforo Brienio       | Nicéforo Brienio       | Nicéforo Brienio | Nicéforo Brienio | Nicéforo Brienio    | Nicéforo Brienio    |                     |                     | María Comneno       | María Comneno       | María Comneno | María Comneno | María Comneno         | María Comneno         |                       |                       | Nicéforo Catacalón        | Nicéforo Catacalón        | Nicéforo Catacalón        | Nicéforo Catacalón        | Nicéforo Catacalón        | Nicéforo Catacalón        |                    |                    | Andrónico Comneno       | Andrónico Comneno       | Andrónico Comneno       | Andrónico Comneno       | Andrónico Comneno       | Andrónico Comneno       |                      |                      | Eudoxia Comneno               | Eudoxia Comneno               | Eudoxia Comneno               | Eudoxia Comneno               | Eudoxia Comneno               | Eudoxia Comneno               |                   |                   | Constantino Lasites   | Constantino Lasites   | Constantino Lasites   | Constantino Lasites   | Constantino Lasites   | Constantino Lasites   |                      |                      | Juan II Comneno (r. 1118-1143) | Juan II Comneno (r. 1118-1143) | Juan II Comneno (r. 1118-1143) | Juan II Comneno (r. 1118-1143) | Juan II Comneno (r. 1118-1143) | Juan II Comneno (r. 1118-1143) |                               |                               | Irene de Hungría                | Irene de Hungría                | Irene de Hungría                | Irene de Hungría                | Irene de Hungría                | Irene de Hungría                |                            |                            | Isaac Comneno              | Isaac Comneno              | Isaac Comneno | Isaac Comneno | Isaac Comneno         | Isaac Comneno         |                       |                       | Irene                 | Irene                 | Irene                 | Irene                 | Irene                              | Irene                              |                                    |                                    |                                    |                                    |                |                |                 |                 |                 |                 | Teodora Comneno Ángelo | Teodora Comneno Ángelo | Teodora Comneno Ángelo | Teodora Comneno Ángelo | Teodora Comneno Ángelo | Teodora Comneno Ángelo |                       |                       | Constantino Ángelo    | Constantino Ángelo    | Constantino Ángelo | Constantino Ángelo | Constantino Ángelo | Constantino Ángelo |  |  |  |  |  |  |
|                                    |                                    |                                    |                                    | Juan Comneno                       | Juan Comneno                       | Juan Comneno | Juan Comneno | Juan Comneno                   | Juan Comneno                   |                                |                                | Ana Comneno                    | Ana Comneno                    | Ana Comneno         | Ana Comneno         | Ana Comneno            | Ana Comneno            |                        |                        | Nicéforo Brienio       | Nicéforo Brienio       | Nicéforo Brienio | Nicéforo Brienio | Nicéforo Brienio    | Nicéforo Brienio    |                     |                     | María Comneno       | María Comneno       | María Comneno | María Comneno | María Comneno         | María Comneno         |                       |                       | Nicéforo Catacalón        | Nicéforo Catacalón        | Nicéforo Catacalón        | Nicéforo Catacalón        | Nicéforo Catacalón        | Nicéforo Catacalón        |                    |                    | Andrónico Comneno       | Andrónico Comneno       | Andrónico Comneno       | Andrónico Comneno       | Andrónico Comneno       | Andrónico Comneno       |                      |                      | Eudoxia Comneno               | Eudoxia Comneno               | Eudoxia Comneno               | Eudoxia Comneno               | Eudoxia Comneno               | Eudoxia Comneno               |                   |                   | Constantino Lasites   | Constantino Lasites   | Constantino Lasites   | Constantino Lasites   | Constantino Lasites   | Constantino Lasites   |                      |                      | Juan II Comneno (r. 1118-1143) | Juan II Comneno (r. 1118-1143) | Juan II Comneno (r. 1118-1143) | Juan II Comneno (r. 1118-1143) | Juan II Comneno (r. 1118-1143) | Juan II Comneno (r. 1118-1143) |                               |                               | Irene de Hungría                | Irene de Hungría                | Irene de Hungría                | Irene de Hungría                | Irene de Hungría                | Irene de Hungría                |                            |                            | Isaac Comneno              | Isaac Comneno              | Isaac Comneno | Isaac Comneno | Isaac Comneno         | Isaac Comneno         |                       |                       | Irene                 | Irene                 | Irene                 | Irene                 | Irene                              | Irene                              |                                    |                                    |                                    |                                    |                |                |                 |                 |                 |                 | Teodora Comneno Ángelo | Teodora Comneno Ángelo | Teodora Comneno Ángelo | Teodora Comneno Ángelo | Teodora Comneno Ángelo | Teodora Comneno Ángelo |                       |                       | Constantino Ángelo    | Constantino Ángelo    | Constantino Ángelo | Constantino Ángelo | Constantino Ángelo | Constantino Ángelo |  |  |  |  |  |  |
|                                    |                                    |                                    |                                    |                                    |                                    |              |              |                                |                                |                                |                                |                                |                                |                     |                     |                        |                        |                        |                        |                        |                        |                  |                  |                     |                     |                     |                     |                     |                     |               |               |                       |                       |                       |                       |                           |                           |                           |                           |                           |                           |                    |                    |                         |                         |                         |                         |                         |                         |                      |                      |                               |                               |                               |                               |                               |                               |                   |                   |                       |                       |                       |                       |                       |                       |                      |                      |                                |                                |                                |                                |                                |                                |                               |                               |                                 |                                 |                                 |                                 |                                 |                                 |                            |                            |                            |                            |               |               |                       |                       |                       |                       |                       |                       |                       |                       |                                    |                                    |                                    |                                    |                                    |                                    |                |                |                 |                 |                 |                 |                        |                        |                        |                        |                        |                        |                       |                       |                       |                       |                    |                    |                    |                    |  |  |  |  |  |  |
|                                    |                                    |                                    |                                    |                                    |                                    |              |              |                                |                                |                                |                                |                                |                                |                     |                     |                        |                        |                        |                        |                        |                        |                  |                  |                     |                     |                     |                     |                     |                     |               |               |                       |                       |                       |                       |                           |                           |                           |                           |                           |                           |                    |                    |                         |                         |                         |                         |                         |                         |                      |                      |                               |                               |                               |                               |                               |                               |                   |                   |                       |                       |                       |                       |                       |                       |                      |                      |                                |                                |                                |                                |                                |                                |                               |                               |                                 |                                 |                                 |                                 |                                 |                                 |                            |                            |                            |                            |               |               |                       |                       |                       |                       |                       |                       |                       |                       |                                    |                                    |                                    |                                    |                                    |                                    |                |                |                 |                 |                 |                 |                        |                        |                        |                        |                        |                        |                       |                       |                       |                       |                    |                    |                    |                    |  |  |  |  |  |  |
|                                    |                                    |                                    |                                    |                                    |                                    |              |              | Teodora                        | Teodora                        | Teodora                        | Teodora                        | Teodora                        | Teodora                        |                     |                     | Isaac Comneno          | Isaac Comneno          | Isaac Comneno          | Isaac Comneno          | Isaac Comneno          | Isaac Comneno          |                  |                  | Irene Diplosinadena | Irene Diplosinadena | Irene Diplosinadena | Irene Diplosinadena | Irene Diplosinadena | Irene Diplosinadena |               |               | Manuel Anemas         | Manuel Anemas         | Manuel Anemas         | Manuel Anemas         | Manuel Anemas             | Manuel Anemas             |                           |                           | Teodora Comneno           | Teodora Comneno           | Teodora Comneno    | Teodora Comneno    | Teodora Comneno         | Teodora Comneno         |                         |                         | Teodoro Vatatzes        | Teodoro Vatatzes        | Teodoro Vatatzes     | Teodoro Vatatzes     | Teodoro Vatatzes              | Teodoro Vatatzes              |                               |                               | Eudoxia Comneno               | Eudoxia Comneno               | Eudoxia Comneno   | Eudoxia Comneno   | Eudoxia Comneno       | Eudoxia Comneno       |                       |                       | María de Antioquía    | María de Antioquía    | María de Antioquía   | María de Antioquía   | María de Antioquía             | María de Antioquía             |                                |                                | Manuel I Megas (r. 1143-1181)  | Manuel I Megas (r. 1143-1181)  | Manuel I Megas (r. 1143-1181) | Manuel I Megas (r. 1143-1181) | Manuel I Megas (r. 1143-1181)   | Manuel I Megas (r. 1143-1181)   |                                 |                                 | Bertha de Sulzbach              | Bertha de Sulzbach              | Bertha de Sulzbach         | Bertha de Sulzbach         | Bertha de Sulzbach         | Bertha de Sulzbach         |               |               | Juan Tzelepes Comneno | Juan Tzelepes Comneno | Juan Tzelepes Comneno | Juan Tzelepes Comneno | Juan Tzelepes Comneno | Juan Tzelepes Comneno |                       |                       | Andrónico I Comneno (r. 1183-1185) | Andrónico I Comneno (r. 1183-1185) | Andrónico I Comneno (r. 1183-1185) | Andrónico I Comneno (r. 1183-1185) | Andrónico I Comneno (r. 1183-1185) | Andrónico I Comneno (r. 1183-1185) |                |                | ?               | ?               | ?               | ?               | ?                      | ?                      |                        |                        | Dinastía Ángelo        | Dinastía Ángelo        | Dinastía Ángelo       | Dinastía Ángelo       | Dinastía Ángelo       | Dinastía Ángelo       |                    |                    |                    |                    |  |  |  |  |  |  |
|                                    |                                    |                                    |                                    |                                    |                                    |              |              | Teodora                        | Teodora                        | Teodora                        | Teodora                        | Teodora                        | Teodora                        |                     |                     | Isaac Comneno          | Isaac Comneno          | Isaac Comneno          | Isaac Comneno          | Isaac Comneno          | Isaac Comneno          |                  |                  | Irene Diplosinadena | Irene Diplosinadena | Irene Diplosinadena | Irene Diplosinadena | Irene Diplosinadena | Irene Diplosinadena |               |               | Manuel Anemas         | Manuel Anemas         | Manuel Anemas         | Manuel Anemas         | Manuel Anemas             | Manuel Anemas             |                           |                           | Teodora Comneno           | Teodora Comneno           | Teodora Comneno    | Teodora Comneno    | Teodora Comneno         | Teodora Comneno         |                         |                         | Teodoro Vatatzes        | Teodoro Vatatzes        | Teodoro Vatatzes     | Teodoro Vatatzes     | Teodoro Vatatzes              | Teodoro Vatatzes              |                               |                               | Eudoxia Comneno               | Eudoxia Comneno               | Eudoxia Comneno   | Eudoxia Comneno   | Eudoxia Comneno       | Eudoxia Comneno       |                       |                       | María de Antioquía    | María de Antioquía    | María de Antioquía   | María de Antioquía   | María de Antioquía             | María de Antioquía             |                                |                                | Manuel I Megas (r. 1143-1181)  | Manuel I Megas (r. 1143-1181)  | Manuel I Megas (r. 1143-1181) | Manuel I Megas (r. 1143-1181) | Manuel I Megas (r. 1143-1181)   | Manuel I Megas (r. 1143-1181)   |                                 |                                 | Bertha de Sulzbach              | Bertha de Sulzbach              | Bertha de Sulzbach         | Bertha de Sulzbach         | Bertha de Sulzbach         | Bertha de Sulzbach         |               |               | Juan Tzelepes Comneno | Juan Tzelepes Comneno | Juan Tzelepes Comneno | Juan Tzelepes Comneno | Juan Tzelepes Comneno | Juan Tzelepes Comneno |                       |                       | Andrónico I Comneno (r. 1183-1185) | Andrónico I Comneno (r. 1183-1185) | Andrónico I Comneno (r. 1183-1185) | Andrónico I Comneno (r. 1183-1185) | Andrónico I Comneno (r. 1183-1185) | Andrónico I Comneno (r. 1183-1185) |                |                | ?               | ?               | ?               | ?               | ?                      | ?                      |                        |                        | Dinastía Ángelo        | Dinastía Ángelo        | Dinastía Ángelo       | Dinastía Ángelo       | Dinastía Ángelo       | Dinastía Ángelo       |                    |                    |                    |                    |  |  |  |  |  |  |
|                                    |                                    |                                    |                                    |                                    |                                    |              |              |                                |                                |                                |                                |                                |                                |                     |                     |                        |                        |                        |                        |                        |                        |                  |                  |                     |                     |                     |                     |                     |                     |               |               |                       |                       |                       |                       |                           |                           |                           |                           |                           |                           |                    |                    |                         |                         |                         |                         |                         |                         |                      |                      |                               |                               |                               |                               |                               |                               |                   |                   |                       |                       |                       |                       |                       |                       |                      |                      |                                |                                |                                |                                |                                |                                |                               |                               |                                 |                                 |                                 |                                 |                                 |                                 |                            |                            |                            |                            |               |               |                       |                       |                       |                       |                       |                       |                       |                       |                                    |                                    |                                    |                                    |                                    |                                    |                |                |                 |                 |                 |                 |                        |                        |                        |                        |                        |                        |                       |                       |                       |                       |                    |                    |                    |                    |  |  |  |  |  |  |
|                                    |                                    |                                    |                                    |                                    |                                    |              |              |                                |                                |                                |                                |                                |                                |                     |                     |                        |                        |                        |                        |                        |                        |                  |                  |                     |                     |                     |                     |                     |                     |               |               |                       |                       |                       |                       |                           |                           |                           |                           |                           |                           |                    |                    |                         |                         |                         |                         |                         |                         |                      |                      |                               |                               |                               |                               |                               |                               |                   |                   |                       |                       |                       |                       |                       |                       |                      |                      |                                |                                |                                |                                |                                |                                |                               |                               |                                 |                                 |                                 |                                 |                                 |                                 |                            |                            |                            |                            |               |               |                       |                       |                       |                       |                       |                       |                       |                       |                                    |                                    |                                    |                                    |                                    |                                    |                |                |                 |                 |                 |                 |                        |                        |                        |                        |                        |                        |                       |                       |                       |                       |                    |                    |                    |                    |  |  |  |  |  |  |
|                                    |                                    |                                    |                                    |                                    |                                    |              |              |                                |                                |                                |                                |                                |                                |                     |                     |                        |                        |                        |                        |                        |                        |                  |                  |                     |                     |                     |                     | Teodora             | Teodora             | Teodora       | Teodora       | Teodora               | Teodora               |                       |                       | Balduino III de Jerusalén | Balduino III de Jerusalén | Balduino III de Jerusalén | Balduino III de Jerusalén | Balduino III de Jerusalén | Balduino III de Jerusalén |                    |                    | Eudoxia Comnena         | Eudoxia Comnena         | Eudoxia Comnena         | Eudoxia Comnena         | Eudoxia Comnena         | Eudoxia Comnena         |                      |                      | Guillermo VIII de Montpellier | Guillermo VIII de Montpellier | Guillermo VIII de Montpellier | Guillermo VIII de Montpellier | Guillermo VIII de Montpellier | Guillermo VIII de Montpellier |                   |                   | Renier de Montferrato | Renier de Montferrato | Renier de Montferrato | Renier de Montferrato | Renier de Montferrato | Renier de Montferrato |                      |                      | María Comneno                  | María Comneno                  | María Comneno                  | María Comneno                  | María Comneno                  | María Comneno                  |                               |                               | Alejo II Comneno (r. 1181-1183) | Alejo II Comneno (r. 1181-1183) | Alejo II Comneno (r. 1181-1183) | Alejo II Comneno (r. 1181-1183) | Alejo II Comneno (r. 1181-1183) | Alejo II Comneno (r. 1181-1183) |                            |                            | Alejo Comneno              | Alejo Comneno              | Alejo Comneno | Alejo Comneno | Alejo Comneno         | Alejo Comneno         |                       |                       | Rusudan               | Rusudan               | Rusudan               | Rusudan               | Rusudan                            | Rusudan                            |                                    |                                    | Manuel Comneno                     | Manuel Comneno                     | Manuel Comneno | Manuel Comneno | Manuel Comneno  | Manuel Comneno  |                 |                 | Juan Comneno           | Juan Comneno           | Juan Comneno           | Juan Comneno           | Juan Comneno           | Juan Comneno           |                       |                       |                       |                       |                    |                    |                    |                    |  |  |  |  |  |  |
|                                    |                                    |                                    |                                    |                                    |                                    |              |              |                                |                                |                                |                                |                                |                                |                     |                     |                        |                        |                        |                        |                        |                        |                  |                  |                     |                     |                     |                     | Teodora             | Teodora             | Teodora       | Teodora       | Teodora               | Teodora               |                       |                       | Balduino III de Jerusalén | Balduino III de Jerusalén | Balduino III de Jerusalén | Balduino III de Jerusalén | Balduino III de Jerusalén | Balduino III de Jerusalén |                    |                    | Eudoxia Comnena         | Eudoxia Comnena         | Eudoxia Comnena         | Eudoxia Comnena         | Eudoxia Comnena         | Eudoxia Comnena         |                      |                      | Guillermo VIII de Montpellier | Guillermo VIII de Montpellier | Guillermo VIII de Montpellier | Guillermo VIII de Montpellier | Guillermo VIII de Montpellier | Guillermo VIII de Montpellier |                   |                   | Renier de Montferrato | Renier de Montferrato | Renier de Montferrato | Renier de Montferrato | Renier de Montferrato | Renier de Montferrato |                      |                      | María Comneno                  | María Comneno                  | María Comneno                  | María Comneno                  | María Comneno                  | María Comneno                  |                               |                               | Alejo II Comneno (r. 1181-1183) | Alejo II Comneno (r. 1181-1183) | Alejo II Comneno (r. 1181-1183) | Alejo II Comneno (r. 1181-1183) | Alejo II Comneno (r. 1181-1183) | Alejo II Comneno (r. 1181-1183) |                            |                            | Alejo Comneno              | Alejo Comneno              | Alejo Comneno | Alejo Comneno | Alejo Comneno         | Alejo Comneno         |                       |                       | Rusudan               | Rusudan               | Rusudan               | Rusudan               | Rusudan                            | Rusudan                            |                                    |                                    | Manuel Comneno                     | Manuel Comneno                     | Manuel Comneno | Manuel Comneno | Manuel Comneno  | Manuel Comneno  |                 |                 | Juan Comneno           | Juan Comneno           | Juan Comneno           | Juan Comneno           | Juan Comneno           | Juan Comneno           |                       |                       |                       |                       |                    |                    |                    |                    |  |  |  |  |  |  |
|                                    |                                    |                                    |                                    |                                    |                                    |              |              |                                |                                |                                |                                |                                |                                |                     |                     |                        |                        |                        |                        |                        |                        |                  |                  |                     |                     |                     |                     |                     |                     |               |               |                       |                       |                       |                       |                           |                           |                           |                           |                           |                           |                    |                    |                         |                         |                         |                         |                         |                         |                      |                      |                               |                               |                               |                               |                               |                               |                   |                   |                       |                       |                       |                       |                       |                       |                      |                      |                                |                                |                                |                                |                                |                                |                               |                               |                                 |                                 |                                 |                                 |                                 |                                 |                            |                            |                            |                            |               |               |                       |                       |                       |                       |                       |                       |                       |                       |                                    |                                    |                                    |                                    |                                    |                                    |                |                |                 |                 |                 |                 |                        |                        |                        |                        |                        |                        |                       |                       |                       |                       |                    |                    |                    |                    |  |  |  |  |  |  |
|                                    |                                    |                                    |                                    |                                    |                                    |              |              |                                |                                |                                |                                |                                |                                |                     |                     |                        |                        |                        |                        |                        |                        |                  |                  |                     |                     |                     |                     |                     |                     |               |               |                       |                       |                       |                       |                           |                           |                           |                           |                           |                           |                    |                    |                         |                         |                         |                         |                         |                         |                      |                      |                               |                               |                               |                               |                               |                               |                   |                   |                       |                       |                       |                       |                       |                       |                      |                      |                                |                                |                                |                                |                                |                                |                               |                               |                                 |                                 |                                 |                                 |                                 |                                 |                            |                            |                            |                            |               |               |                       |                       |                       |                       |                       |                       |                       |                       |                                    |                                    |                                    |                                    |                                    |                                    |                |                |                 |                 |                 |                 |                        |                        |                        |                        |                        |                        |                       |                       |                       |                       |                    |                    |                    |                    |  |  |  |  |  |  |
|                                    |                                    |                                    |                                    |                                    |                                    |              |              | Ducas Camateros                | Ducas Camateros                | Ducas Camateros                | Ducas Camateros                | Ducas Camateros                | Ducas Camateros                |                     |                     | Irene Comnena          | Irene Comnena          | Irene Comnena          | Irene Comnena          | Irene Comnena          | Irene Comnena          |                  |                  | María Comnena       | María Comnena       | María Comnena       | María Comnena       | María Comnena       | María Comnena       |               |               | Esteban IV de Hungría | Esteban IV de Hungría | Esteban IV de Hungría | Esteban IV de Hungría | Esteban IV de Hungría     | Esteban IV de Hungría     |                           |                           | Pedro II de Aragón        | Pedro II de Aragón        | Pedro II de Aragón | Pedro II de Aragón | Pedro II de Aragón      | Pedro II de Aragón      |                         |                         | María de Montpellier    | María de Montpellier    | María de Montpellier | María de Montpellier | María de Montpellier          | María de Montpellier          |                               |                               |                               |                               |                   |                   |                       |                       |                       |                       |                       |                       |                      |                      |                                |                                |                                |                                |                                |                                |                               |                               |                                 |                                 |                                 |                                 |                                 |                                 |                            |                            |                            |                            |               |               | Teodora Axuchina      | Teodora Axuchina      | Teodora Axuchina      | Teodora Axuchina      | Teodora Axuchina      | Teodora Axuchina      |                       |                       | Alejo I de Trebisonda              | Alejo I de Trebisonda              | Alejo I de Trebisonda              | Alejo I de Trebisonda              | Alejo I de Trebisonda              | Alejo I de Trebisonda              |                |                | David Comneno   | David Comneno   | David Comneno   | David Comneno   | David Comneno          | David Comneno          |                        |                        |                        |                        |                       |                       |                       |                       |                    |                    |                    |                    |  |  |  |  |  |  |
|                                    |                                    |                                    |                                    |                                    |                                    |              |              | Ducas Camateros                | Ducas Camateros                | Ducas Camateros                | Ducas Camateros                | Ducas Camateros                | Ducas Camateros                |                     |                     | Irene Comnena          | Irene Comnena          | Irene Comnena          | Irene Comnena          | Irene Comnena          | Irene Comnena          |                  |                  | María Comnena       | María Comnena       | María Comnena       | María Comnena       | María Comnena       | María Comnena       |               |               | Esteban IV de Hungría | Esteban IV de Hungría | Esteban IV de Hungría | Esteban IV de Hungría | Esteban IV de Hungría     | Esteban IV de Hungría     |                           |                           | Pedro II de Aragón        | Pedro II de Aragón        | Pedro II de Aragón | Pedro II de Aragón | Pedro II de Aragón      | Pedro II de Aragón      |                         |                         | María de Montpellier    | María de Montpellier    | María de Montpellier | María de Montpellier | María de Montpellier          | María de Montpellier          |                               |                               |                               |                               |                   |                   |                       |                       |                       |                       |                       |                       |                      |                      |                                |                                |                                |                                |                                |                                |                               |                               |                                 |                                 |                                 |                                 |                                 |                                 |                            |                            |                            |                            |               |               | Teodora Axuchina      | Teodora Axuchina      | Teodora Axuchina      | Teodora Axuchina      | Teodora Axuchina      | Teodora Axuchina      |                       |                       | Alejo I de Trebisonda              | Alejo I de Trebisonda              | Alejo I de Trebisonda              | Alejo I de Trebisonda              | Alejo I de Trebisonda              | Alejo I de Trebisonda              |                |                | David Comneno   | David Comneno   | David Comneno   | David Comneno   | David Comneno          | David Comneno          |                        |                        |                        |                        |                       |                       |                       |                       |                    |                    |                    |                    |  |  |  |  |  |  |
|                                    |                                    |                                    |                                    |                                    |                                    |              |              |                                |                                |                                |                                |                                |                                |                     |                     |                        |                        |                        |                        |                        |                        |                  |                  |                     |                     |                     |                     |                     |                     |               |               |                       |                       |                       |                       |                           |                           |                           |                           |                           |                           |                    |                    |                         |                         |                         |                         |                         |                         |                      |                      |                               |                               |                               |                               |                               |                               |                   |                   |                       |                       |                       |                       |                       |                       |                      |                      |                                |                                |                                |                                |                                |                                |                               |                               |                                 |                                 |                                 |                                 |                                 |                                 |                            |                            |                            |                            |               |               |                       |                       |                       |                       |                       |                       |                       |                       |                                    |                                    |                                    |                                    |                                    |                                    |                |                |                 |                 |                 |                 |                        |                        |                        |                        |                        |                        |                       |                       |                       |                       |                    |                    |                    |                    |  |  |  |  |  |  |
|                                    |                                    |                                    |                                    |                                    |                                    |              |              |                                |                                |                                |                                | Isaac Ducas Comneno            | Isaac Ducas Comneno            | Isaac Ducas Comneno | Isaac Ducas Comneno | Isaac Ducas Comneno    | Isaac Ducas Comneno    |                        |                        |                        |                        |                  |                  |                     |                     |                     |                     |                     |                     |               |               |                       |                       |                       |                       |                           |                           |                           |                           |                           |                           |                    |                    |                         |                         |                         |                         |                         |                         |                      |                      |                               |                               |                               |                               |                               |                               |                   |                   |                       |                       |                       |                       |                       |                       |                      |                      |                                |                                |                                |                                |                                |                                |                               |                               |                                 |                                 |                                 |                                 |                                 |                                 |                            |                            |                            |                            |               |               |                       |                       |                       |                       | Dinastía Gran Comneno | Dinastía Gran Comneno | Dinastía Gran Comneno | Dinastía Gran Comneno | Dinastía Gran Comneno              | Dinastía Gran Comneno              |                                    |                                    |                                    |                                    |                |                |                 |                 |                 |                 |                        |                        |                        |                        |                        |                        |                       |                       |                       |                       |                    |                    |                    |                    |  |  |  |  |  |  |
|                                    |                                    |                                    |                                    |                                    |                                    |              |              |                                |                                |                                |                                | Isaac Ducas Comneno            | Isaac Ducas Comneno            | Isaac Ducas Comneno | Isaac Ducas Comneno | Isaac Ducas Comneno    | Isaac Ducas Comneno    |                        |                        |                        |                        |                  |                  |                     |                     |                     |                     |                     |                     |               |               |                       |                       |                       |                       |                           |                           |                           |                           |                           |                           |                    |                    |                         |                         |                         |                         |                         |                         |                      |                      |                               |                               |                               |                               |                               |                               |                   |                   |                       |                       |                       |                       |                       |                       |                      |                      |                                |                                |                                |                                |                                |                                |                               |                               |                                 |                                 |                                 |                                 |                                 |                                 |                            |                            |                            |                            |               |               |                       |                       |                       |                       | Dinastía Gran Comneno | Dinastía Gran Comneno | Dinastía Gran Comneno | Dinastía Gran Comneno | Dinastía Gran Comneno              | Dinastía Gran Comneno              |                                    |                                    |                                    |                                    |                |                |                 |                 |                 |                 |                        |                        |                        |                        |                        |                        |                       |                       |                       |                       |                    |                    |                    |                    |  |  |  |  |  |  |
|                                    |                                    |                                    |                                    |                                    |                                    |              |              |                                |                                |                                |                                |                                |                                |                     |                     |                        |                        |                        |                        |                        |                        |                  |                  |                     |                     |                     |                     |                     |                     |               |               |                       |                       |                       |                       |                           |                           |                           |                           |                           |                           |                    |                    |                         |                         |                         |                         |                         |                         |                      |                      |                               |                               |                               |                               |                               |                               |                   |                   |                       |                       |                       |                       |                       |                       |                      |                      |                                |                                |                                |                                |                                |                                |                               |                               |                                 |                                 |                                 |                                 |                                 |                                 |                            |                            |                            |                            |               |               |                       |                       |                       |                       |                       |                       |                       |                       |                                    |                                    |                                    |                                    |                                    |                                    |                |                |                 |                 |                 |                 |                        |                        |                        |                        |                        |                        |                       |                       |                       |                       |                    |                    |                    |                    |  |  |  |  |  |  |
| Ana Comneno                        | Ana Comneno                        | Ana Comneno                        | Ana Comneno                        | Ana Comneno                        | Ana Comneno                        |              |              | Esteban Contostéfanos          | Esteban Contostéfanos          | Esteban Contostéfanos          | Esteban Contostéfanos          | Esteban Contostéfanos          | Esteban Contostéfanos          |                     |                     | María Comnena          | María Comnena          | María Comnena          | María Comnena          | María Comnena          | María Comnena          |                  |                  | Juan Roger Dalaseno | Juan Roger Dalaseno | Juan Roger Dalaseno | Juan Roger Dalaseno | Juan Roger Dalaseno | Juan Roger Dalaseno |               |               | Dobrodeia de Kiev     | Dobrodeia de Kiev     | Dobrodeia de Kiev     | Dobrodeia de Kiev     | Dobrodeia de Kiev         | Dobrodeia de Kiev         |                           |                           | Alejo Comneno             | Alejo Comneno             | Alejo Comneno      | Alejo Comneno      | Alejo Comneno           | Alejo Comneno           |                         |                         | Kata de Georgia         | Kata de Georgia         | Kata de Georgia      | Kata de Georgia      | Kata de Georgia               | Kata de Georgia               |                               |                               | Andrónico Comneno             | Andrónico Comneno             | Andrónico Comneno | Andrónico Comneno | Andrónico Comneno     | Andrónico Comneno     |                       |                       | Irene                 | Irene                 | Irene                | Irene                | Irene                          | Irene                          |                                |                                |                                |                                |                               |                               |                                 |                                 |                                 |                                 |                                 |                                 |                            |                            |                            |                            |               |               |                       |                       |                       |                       |                       |                       |                       |                       |                                    |                                    |                                    |                                    |                                    |                                    |                |                |                 |                 |                 |                 |                        |                        |                        |                        |                        |                        |                       |                       |                       |                       |                    |                    |                    |                    |  |  |  |  |  |  |
| Ana Comneno                        | Ana Comneno                        | Ana Comneno                        | Ana Comneno                        | Ana Comneno                        | Ana Comneno                        |              |              | Esteban Contostéfanos          | Esteban Contostéfanos          | Esteban Contostéfanos          | Esteban Contostéfanos          | Esteban Contostéfanos          | Esteban Contostéfanos          |                     |                     | María Comnena          | María Comnena          | María Comnena          | María Comnena          | María Comnena          | María Comnena          |                  |                  | Juan Roger Dalaseno | Juan Roger Dalaseno | Juan Roger Dalaseno | Juan Roger Dalaseno | Juan Roger Dalaseno | Juan Roger Dalaseno |               |               | Dobrodeia de Kiev     | Dobrodeia de Kiev     | Dobrodeia de Kiev     | Dobrodeia de Kiev     | Dobrodeia de Kiev         | Dobrodeia de Kiev         |                           |                           | Alejo Comneno             | Alejo Comneno             | Alejo Comneno      | Alejo Comneno      | Alejo Comneno           | Alejo Comneno           |                         |                         | Kata de Georgia         | Kata de Georgia         | Kata de Georgia      | Kata de Georgia      | Kata de Georgia               | Kata de Georgia               |                               |                               | Andrónico Comneno             | Andrónico Comneno             | Andrónico Comneno | Andrónico Comneno | Andrónico Comneno     | Andrónico Comneno     |                       |                       | Irene                 | Irene                 | Irene                | Irene                | Irene                          | Irene                          |                                |                                |                                |                                |                               |                               |                                 |                                 |                                 |                                 |                                 |                                 |                            |                            |                            |                            |               |               |                       |                       |                       |                       |                       |                       |                       |                       |                                    |                                    |                                    |                                    |                                    |                                    |                |                |                 |                 |                 |                 |                        |                        |                        |                        |                        |                        |                       |                       |                       |                       |                    |                    |                    |                    |  |  |  |  |  |  |
|                                    |                                    |                                    |                                    |                                    |                                    |              |              |                                |                                |                                |                                |                                |                                |                     |                     |                        |                        |                        |                        |                        |                        |                  |                  |                     |                     |                     |                     |                     |                     |               |               |                       |                       |                       |                       |                           |                           |                           |                           |                           |                           |                    |                    |                         |                         |                         |                         |                         |                         |                      |                      |                               |                               |                               |                               |                               |                               |                   |                   |                       |                       |                       |                       |                       |                       |                      |                      |                                |                                |                                |                                |                                |                                |                               |                               |                                 |                                 |                                 |                                 |                                 |                                 |                            |                            |                            |                            |               |               |                       |                       |                       |                       |                       |                       |                       |                       |                                    |                                    |                                    |                                    |                                    |                                    |                |                |                 |                 |                 |                 |                        |                        |                        |                        |                        |                        |                       |                       |                       |                       |                    |                    |                    |                    |  |  |  |  |  |  |
|                                    |                                    |                                    |                                    |                                    |                                    |              |              |                                |                                |                                |                                |                                |                                |                     |                     |                        |                        |                        |                        |                        |                        |                  |                  |                     |                     |                     |                     |                     |                     |               |               |                       |                       |                       |                       |                           |                           |                           |                           |                           |                           |                    |                    |                         |                         |                         |                         |                         |                         |                      |                      |                               |                               |                               |                               |                               |                               |                   |                   |                       |                       |                       |                       |                       |                       |                      |                      |                                |                                |                                |                                |                                |                                |                               |                               |                                 |                                 |                                 |                                 |                                 |                                 |                            |                            |                            |                            |               |               |                       |                       |                       |                       |                       |                       |                       |                       |                                    |                                    |                                    |                                    |                                    |                                    |                |                |                 |                 |                 |                 |                        |                        |                        |                        |                        |                        |                       |                       |                       |                       |                    |                    |                    |                    |  |  |  |  |  |  |
|                                    |                                    |                                    |                                    |                                    |                                    |              |              |                                |                                |                                |                                |                                |                                |                     |                     |                        |                        |                        |                        |                        |                        |                  |                  |                     |                     |                     |                     |                     |                     |               |               |                       |                       |                       |                       |                           |                           |                           |                           | María Comnena             | María Comnena             | María Comnena      | María Comnena      | María Comnena           | María Comnena           |                         |                         | Alejo Axouchos          | Alejo Axouchos          | Alejo Axouchos       | Alejo Axouchos       | Alejo Axouchos                | Alejo Axouchos                |                               |                               | Alejo Comneno                 | Alejo Comneno                 | Alejo Comneno     | Alejo Comneno     | Alejo Comneno         | Alejo Comneno         |                       |                       | María Ducas           | María Ducas           | María Ducas          | María Ducas          | María Ducas                    | María Ducas                    |                                |                                | Eudoxia Comnena                | Eudoxia Comnena                | Eudoxia Comnena               | Eudoxia Comnena               | Eudoxia Comnena                 | Eudoxia Comnena                 |                                 |                                 | Juan Gabras                     | Juan Gabras                     | Juan Gabras                | Juan Gabras                | Juan Gabras                | Juan Gabras                |               |               | Juan Ducas Comneno    | Juan Ducas Comneno    | Juan Ducas Comneno    | Juan Ducas Comneno    | Juan Ducas Comneno    | Juan Ducas Comneno    |                       |                       | María Taronitisa                   | María Taronitisa                   | María Taronitisa                   | María Taronitisa                   | María Taronitisa                   | María Taronitisa                   |                |                | Teodora Comnena | Teodora Comnena | Teodora Comnena | Teodora Comnena | Teodora Comnena        | Teodora Comnena        |                        |                        | Enrique II de Austria  | Enrique II de Austria  | Enrique II de Austria | Enrique II de Austria | Enrique II de Austria | Enrique II de Austria |                    |                    |                    |                    |  |  |  |  |  |  |
|                                    |                                    |                                    |                                    |                                    |                                    |              |              |                                |                                |                                |                                |                                |                                |                     |                     |                        |                        |                        |                        |                        |                        |                  |                  |                     |                     |                     |                     |                     |                     |               |               |                       |                       |                       |                       |                           |                           |                           |                           | María Comnena             | María Comnena             | María Comnena      | María Comnena      | María Comnena           | María Comnena           |                         |                         | Alejo Axouchos          | Alejo Axouchos          | Alejo Axouchos       | Alejo Axouchos       | Alejo Axouchos                | Alejo Axouchos                |                               |                               | Alejo Comneno                 | Alejo Comneno                 | Alejo Comneno     | Alejo Comneno     | Alejo Comneno         | Alejo Comneno         |                       |                       | María Ducas           | María Ducas           | María Ducas          | María Ducas          | María Ducas                    | María Ducas                    |                                |                                | Eudoxia Comnena                | Eudoxia Comnena                | Eudoxia Comnena               | Eudoxia Comnena               | Eudoxia Comnena                 | Eudoxia Comnena                 |                                 |                                 | Juan Gabras                     | Juan Gabras                     | Juan Gabras                | Juan Gabras                | Juan Gabras                | Juan Gabras                |               |               | Juan Ducas Comneno    | Juan Ducas Comneno    | Juan Ducas Comneno    | Juan Ducas Comneno    | Juan Ducas Comneno    | Juan Ducas Comneno    |                       |                       | María Taronitisa                   | María Taronitisa                   | María Taronitisa                   | María Taronitisa                   | María Taronitisa                   | María Taronitisa                   |                |                | Teodora Comnena | Teodora Comnena | Teodora Comnena | Teodora Comnena | Teodora Comnena        | Teodora Comnena        |                        |                        | Enrique II de Austria  | Enrique II de Austria  | Enrique II de Austria | Enrique II de Austria | Enrique II de Austria | Enrique II de Austria |                    |                    |                    |                    |  |  |  |  |  |  |
|                                    |                                    |                                    |                                    |                                    |                                    |              |              |                                |                                |                                |                                |                                |                                |                     |                     |                        |                        |                        |                        |                        |                        |                  |                  |                     |                     |                     |                     |                     |                     |               |               |                       |                       |                       |                       |                           |                           |                           |                           |                           |                           |                    |                    |                         |                         |                         |                         |                         |                         |                      |                      |                               |                               |                               |                               |                               |                               |                   |                   |                       |                       |                       |                       |                       |                       |                      |                      |                                |                                |                                |                                |                                |                                |                               |                               |                                 |                                 |                                 |                                 |                                 |                                 |                            |                            |                            |                            |               |               |                       |                       |                       |                       |                       |                       |                       |                       |                                    |                                    |                                    |                                    |                                    |                                    |                |                |                 |                 |                 |                 |                        |                        |                        |                        |                        |                        |                       |                       |                       |                       |                    |                    |                    |                    |  |  |  |  |  |  |
|                                    |                                    |                                    |                                    |                                    |                                    |              |              |                                |                                |                                |                                |                                |                                |                     |                     |                        |                        |                        |                        |                        |                        |                  |                  |                     |                     |                     |                     |                     |                     |               |               |                       |                       |                       |                       |                           |                           |                           |                           |                           |                           |                    |                    |                         |                         |                         |                         |                         |                         |                      |                      |                               |                               |                               |                               |                               |                               |                   |                   |                       |                       |                       |                       |                       |                       |                      |                      |                                |                                |                                |                                |                                |                                |                               |                               |                                 |                                 |                                 |                                 |                                 |                                 |                            |                            |                            |                            |               |               |                       |                       |                       |                       |                       |                       |                       |                       |                                    |                                    |                                    |                                    |                                    |                                    |                |                |                 |                 |                 |                 |                        |                        |                        |                        |                        |                        |                       |                       |                       |                       |                    |                    |                    |                    |  |  |  |  |  |  |
|                                    |                                    |                                    |                                    |                                    |                                    |              |              |                                |                                |                                |                                |                                |                                |                     |                     |                        |                        |                        |                        |                        |                        |                  |                  |                     |                     |                     |                     |                     |                     |               |               |                       |                       |                       |                       |                           |                           |                           |                           |                           |                           |                    |                    | Juan Comneno "el gordo" | Juan Comneno "el gordo" | Juan Comneno "el gordo" | Juan Comneno "el gordo" | Juan Comneno "el gordo" | Juan Comneno "el gordo" |                      |                      |                               |                               |                               |                               |                               |                               |                   |                   |                       |                       |                       |                       |                       |                       |                      |                      |                                |                                |                                |                                |                                |                                |                               |                               |                                 |                                 |                                 |                                 | Bohemundo III de Antioquía      | Bohemundo III de Antioquía      | Bohemundo III de Antioquía | Bohemundo III de Antioquía | Bohemundo III de Antioquía | Bohemundo III de Antioquía |               |               | Teodora Comnena       | Teodora Comnena       | Teodora Comnena       | Teodora Comnena       | Teodora Comnena       | Teodora Comnena       |                       |                       | Amalarico I de Jerusalén           | Amalarico I de Jerusalén           | Amalarico I de Jerusalén           | Amalarico I de Jerusalén           | Amalarico I de Jerusalén           | Amalarico I de Jerusalén           |                |                | María Comnena   | María Comnena   | María Comnena   | María Comnena   | María Comnena          | María Comnena          |                        |                        | Balián de Ibelín       | Balián de Ibelín       | Balián de Ibelín      | Balián de Ibelín      | Balián de Ibelín      | Balián de Ibelín      |                    |                    |                    |                    |  |  |  |  |  |  |
|                                    |                                    |                                    |                                    |                                    |                                    |              |              |                                |                                |                                |                                |                                |                                |                     |                     |                        |                        |                        |                        |                        |                        |                  |                  |                     |                     |                     |                     |                     |                     |               |               |                       |                       |                       |                       |                           |                           |                           |                           |                           |                           |                    |                    | Juan Comneno "el gordo" | Juan Comneno "el gordo" | Juan Comneno "el gordo" | Juan Comneno "el gordo" | Juan Comneno "el gordo" | Juan Comneno "el gordo" |                      |                      |                               |                               |                               |                               |                               |                               |                   |                   |                       |                       |                       |                       |                       |                       |                      |                      |                                |                                |                                |                                |                                |                                |                               |                               |                                 |                                 |                                 |                                 | Bohemundo III de Antioquía      | Bohemundo III de Antioquía      | Bohemundo III de Antioquía | Bohemundo III de Antioquía | Bohemundo III de Antioquía | Bohemundo III de Antioquía |               |               | Teodora Comnena       | Teodora Comnena       | Teodora Comnena       | Teodora Comnena       | Teodora Comnena       | Teodora Comnena       |                       |                       | Amalarico I de Jerusalén           | Amalarico I de Jerusalén           | Amalarico I de Jerusalén           | Amalarico I de Jerusalén           | Amalarico I de Jerusalén           | Amalarico I de Jerusalén           |                |                | María Comnena   | María Comnena   | María Comnena   | María Comnena   | María Comnena          | María Comnena          |                        |                        | Balián de Ibelín       | Balián de Ibelín       | Balián de Ibelín      | Balián de Ibelín      | Balián de Ibelín      | Balián de Ibelín      |                    |                    |                    |                    |  |  |  |  |  |  |
|                                    |                                    |                                    |                                    |                                    |                                    |              |              |                                |                                |                                |                                |                                |                                |                     |                     |                        |                        |                        |                        |                        |                        |                  |                  |                     |                     |                     |                     |                     |                     |               |               |                       |                       |                       |                       |                           |                           |                           |                           |                           |                           |                    |                    |                         |                         |                         |                         |                         |                         |                      |                      |                               |                               |                               |                               |                               |                               |                   |                   |                       |                       |                       |                       |                       |                       |                      |                      |                                |                                |                                |                                |                                |                                |                               |                               |                                 |                                 |                                 |                                 |                                 |                                 |                            |                            |                            |                            |               |               |                       |                       |                       |                       |                       |                       |                       |                       |                                    |                                    |                                    |                                    |                                    |                                    |                |                |                 |                 |                 |                 |                        |                        |                        |                        |                        |                        |                       |                       |                       |                       |                    |                    |                    |                    |  |  |  |  |  |  |

## Emperadores
| Isaac I Comneno     | 1057-1059 |
| Alejo I Comneno     | 1081-1118 |
| Juan II Comneno     | 1118-1143 |
| Manuel I Comneno    | 1143-1180 |
| Alejo II Comneno    | 1180-1183 |
| Andronico I Comneno | 1183-1185 |

Andronico I fue destronado por Isaac II Angelo, quien también estaba emparentado con Alejo I Comneno ya que su madre era la hija de Alejo I.